# أندرو تورنر (لاعب اللاكروس)
أندرو تورنر هو لاعب اللاكروس كندي، ولد في 11 يناير 1978 في Beamsville, Ontario ‏ في كندا.